# Дощовик (рід)
Дощови́к (Lycoperdon) — рід грибів родини печерицевих (Agaricaceae). Налічує близько 50 видів, хоча їхнє число, можливо сягає 60. Інші назви «вовчий тютюн, порхавка». Наукова назва походить від грецьких слів λύκος, тобто «вовк», і πέρδομαι — «випускаю кишкові гази» (спор. з прасл. *pьrdjǫ, *pьrděti). Колись гриби цього роду відносили до родини дощовикові (Lycoperdaceae).

## Опис

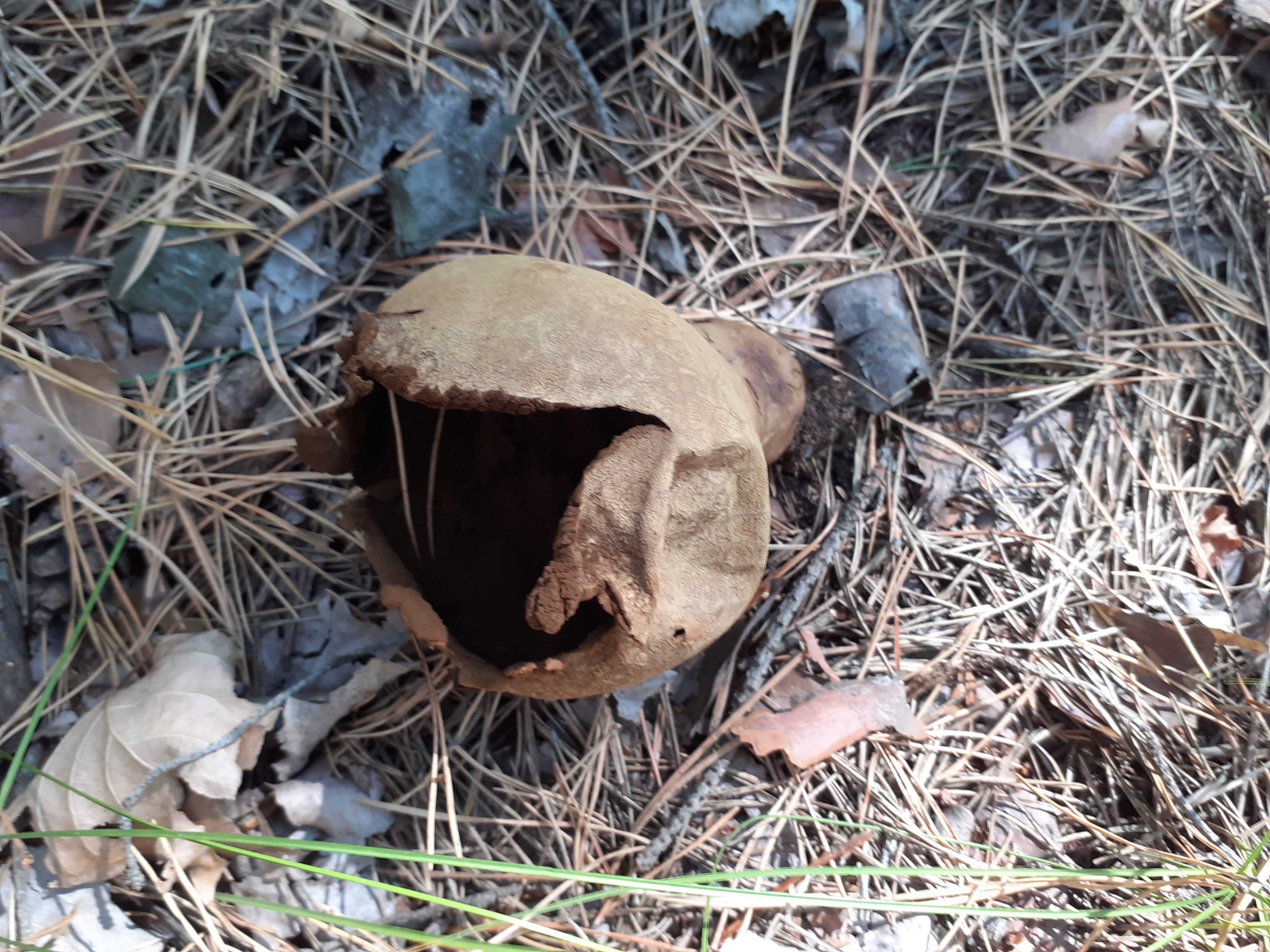
Стара грушеподібна порхавка розміром з апельсин

У середньому діаметр плодового тіла, становить 20 см за ваги 300—400 г. Максимальний діаметр може сягати 110 см при вазі 12,5 кг. Можуть утворювати великі поєднані групи, що мали вагу до 30—35 кг.
Найбільш часто зустрічаються дощовики округлої (кулеподібної) або грушеподібної форми на циліндричній ніжці (головка і ніжка складають єдине плодове тіло). М'якуш у молодому віці білий, з приємним запахом, досить пружний, легко відділяється від шкірки. Ніжка кулястого і грушеподібного дощовика виражена не різко, в висоту вона сягає 5-12 см при товщині 3-4 см. Дощовики належать до IV категорії.
Зі старінням м'якуш дощовика темнішає і перетворюється на зеленувато-коричневий пил (спори), який легко розлітається під впливом вітру або механічного дотику з грибом.

## Розповсюдження
Зустрічаються з травня до глибокої осені на галявинах, на луках, уздовж доріг, у скверах і на газонах, на різних ґрунтах, полях, вигонах, в садах, парках, лісах і навіть на гнилій деревині. З'являється після теплих дощів. Зростає дуже швидко, максимально до 5 см в діаметрі за добу.
Поширені у Північній та Південній Америках, Африці, Австралії та Європі.

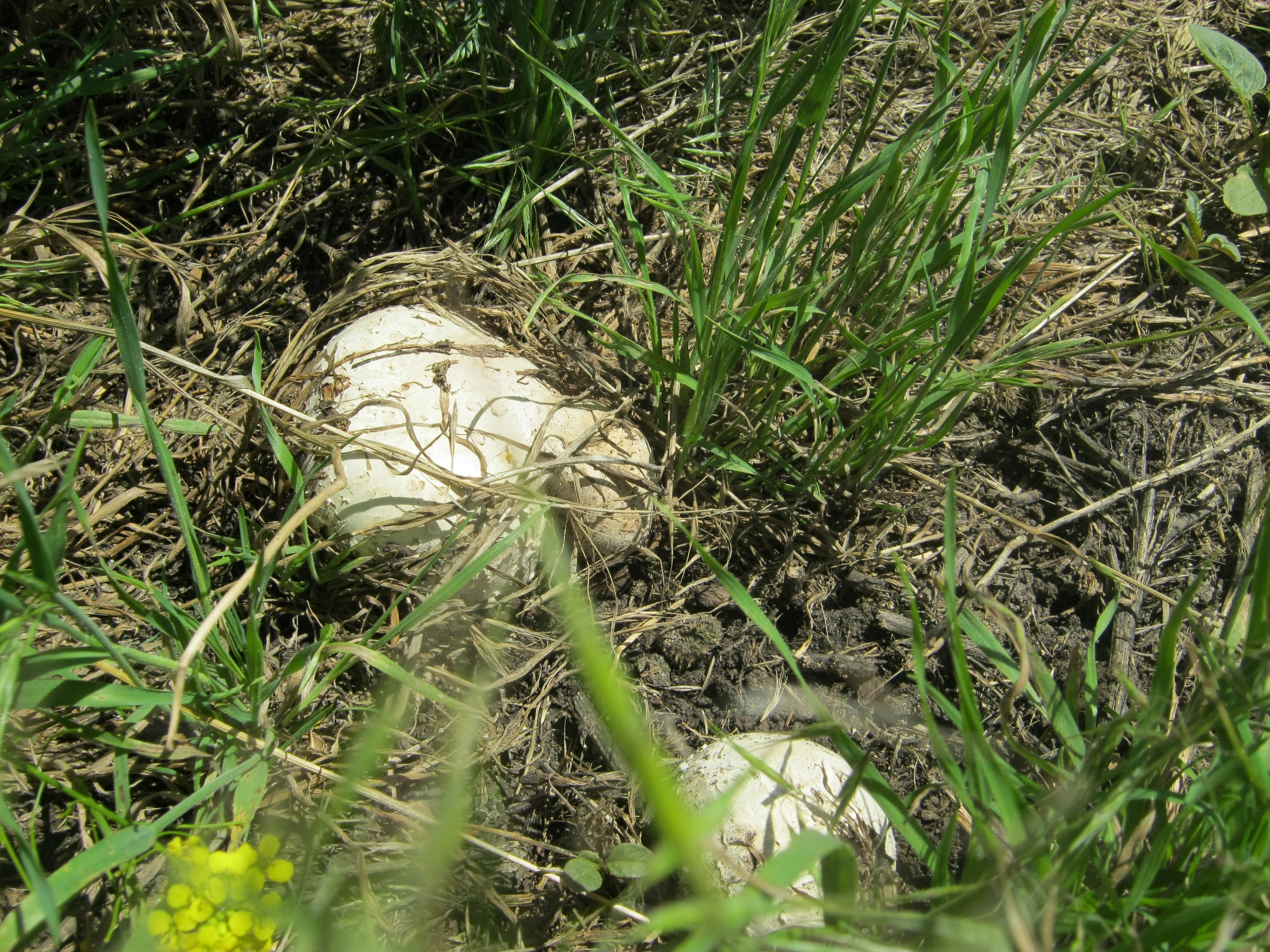
Дощовик у траві

## Використання
Низку видів можна вживати в їжу, за смаковими якостями вони не відрізняються від білого гриба. У низці країн Західної Європи дощовики вважають делікатесом і прирівнюють до печериць. В Італії вважають молоденькі дощовики одними з найкращих грибів.
Під час сушіння, дощовики не втрачають своєї білизни, добре зберігаються в щільній поліетиленовій тарі, легко розтираються на порох, тому їх використовують для приготування бульйонів і соусів.
Деякі з них вказують напрямок повітря. Дощовики в лісі, як флюгери для орієнтування в незнайомій місцевості. У звичайний день в лісі, без компаса людина, що заблукала, може визначити напрямок за допомогою дощовика. Знаючи напрямок вітру в даній місцевості, навіть у лісовій нерухомості повітря, струснувши плодове тіло сухого дощовика, людина точно дізнається напрям зовні невідчутного вітру.
Північноамериканські індіанці і племенами африканців використовували дощовики на полюванні. При підході до звіра — бізона, носорога, левів — вони, навіть за повної тиші, вміли визначити малопомітну силу повітря з поведінки спор дощовика і підходили до звіра з того боку, де він не міг відчути наближення мисливця. Стародавні племена мисливців використовували суміш спор цих грибів для засліплення тварини, на яку потім нападали.
У давні часи спори дощовиків використовували як кровоспинний засіб, називали «чарівним порошком». Задля цього, цирульники тримали шкірку дощовиків у банках. У сушеному вигляді дощовик вживали під час лікарських операцій у ветеринарії: ним присипали розрізані криваві жили і рани. Досить прикласти до рани білу кашку з м'якоті молодої шапки або внутрішню оболонку старого дощовика, коли спори з нього вилетіли, — і кров згортається, біль вщухає. Цю кровоспинну властивість дощовиків раніше широко застосовували в партизанській практиці у разі відсутності інших медикаментів.
Зрілі дощовики з успіхом можна застосовувати також в садівництві задля боротьби з попелицею та іншими шкідниками дерев й чагарників. Для цього досить підпалити темно-зелену начинку стиглого дощовика і обкурити сад їдким димом.

## Найвідоміші види
- Lycoperdon candidum
- Lycoperdon caudatum
- Lycoperdon constellatum
- Lycoperdon echinatum
- Lycoperdon ericaeum
- Lycoperdon estonicum
- Lycoperdon lividum
- Lycoperdon mammaeforme — Дощовик соскоподібний
- Lycoperdon molle
- Lycoperdon nigrescens
- Lycoperdon norvegicum
- Lycoperdon perlatum — Дощовик їстівний
- Lycoperdon pyriforme — Дощовик грушеподібний
- Lycoperdon spadiceum
- Lycoperdon umbrinum — Дощовик умбровий